# Кон Тум
Кон Тум (виј. Kon Tum) је град у Вијетнаму, у покрајини Контум. Према резултатима пописа 2009. у граду је живело 137.662 становника.
Налази се у унутрашњости централног Вијетнама, близу границе са Лаосом и Камбоџом.
Пошто је у Вијетнамском рату армија Северног Вијетнама напала Јужни Вијетнам 30. маја 1972. године, две дивизије су покушале заузети Контум.